# ヒルデ・シュレーダー
ヒルデ・シュレーダー（Hilde Schrader 1910年1月4日 - 1966年3月23日）はドイツのザクセン＝アンハルト州出身の競泳選手。

## 経歴
1928年のアムステルダムオリンピックの200m平泳ぎに出場、予選でオリンピック記録を16秒縮める3分11秒6で泳いだ。準決勝で世界記録タイを出し、スローペースとなった決勝で優勝し、金メダルを獲得した。
1929年には女性で初めて200m平泳ぎで3分を切る世界新記録を作った。
1966年にマクデブルクで亡くなった。